# Cul-de-Sac-Gletscher
Der Cul-de-Sac-Gletscher (cul-de-sac im Englischen und Französischen für „Sackgasse“) ist ein Talgletscher im Westen der Alaskakette in Alaska (USA). 

## Geografie
Das Nährgebiet des Cul-de-Sac-Gletschers befindet sich an der Nordwestflanke der Kichatna Spire in den Kichatna Mountains. Der Gletscher liegt im Denali National Preserve. Er strömt über eine Strecke von 9,4 km in nordnordwestlicher Richtung und endet etwa 1,5 km südlich des 1007 m hoch gelegenen Shellabarger Pass. Sein namenloser Abfluss mündet 15 km weiter östlich rechtsseitig in den West Fork Yentna River.